# Salvador Presta
Salvador Presta (Cosenza, 1925–2011) olasz képzőművész, az olaszországi MADI művészeti mozgalom elindítója.

## Élete
1925-ben a dél-olaszországi Cosenzaban született, calabriai származására máig büszke. 1927-ben családja Argentínába települt. 1943-ban egy avantgárd művészekből álló Buenos Aires-i baráti kör tagjaként indult a pályáján. Az elsők között csatlakozott az Arden Quin által meghirdetett MADI mozgalomhoz. A csoport tagjai Carmelo Arden Quin, Martin Blaszko, Tomas Maldonado, Gyula Kosice, Lucio Fontana és mások voltak.
1955-ben a firenzei nemzetközi MADI kiállításon egyetlen olasz származású művészként szerepelt. 1959-ben megalapította a „construktivo-arquitectural” plasztikai integrációs mozgalmat, s részt vett az első párizsi művészeti biennálén. 1960-ban „Arte argentino actual” címmel könyvet adott ki, továbbá megjelentette a „Realizaciones” című művészeti folyóiratot, melynek négy éven át volt a vezetője.
1966-ban az akkor már Olaszországban élő Lucio Fontana anyagi segítségével visszatelepült szülőhazájába. Ennek oka, hogy Argentínában nem talált támogatót MADI stílusú (a festészet, szobrászat és építészet szimbiózisát megvalósító) építészeti elképzeléseihez. A döntő ok, hogy Mar del Platán a helyi hatóság elutasította egy építésszel közös tervét azzal az indokolással, hogy az elképzelt villa rontaná a városképet. Fontana intézte el, hogy az Appolinaire Galériában Picassóval állíthasson ki, és saját gyűjtőinek a figyelmébe is ajánlotta. Presta ebből a jövedelemből európai tanulmányútra ment (London, Párizs, Madrid).
1984-ben három művésszel (Esposto, Loi, Contemorra) megalapította az olaszországi MADI mozgalmat. Számos kiállítást szerveztek, s eljutott az akkor már Párizsban élő Arden Quinhez is. Mivel Genovában a galériák konzervativizmusa miatt nem tudott előrejutni, ezért később Milánóba költözött. Itt ismerkedett meg 1990-ben Anna Canali-val, az Arte Struktura galéria tulajdonosával. 1991-ben a galéria az olasz MADI mozgalom székhelye és archívuma lett.

## Értékelése
Bár a MADI jegyében absztrakt, geometrikus műveket alkot, műveit vallásosság és filozófiai tartalom jellemzi. A nézőt ezért kifejező címekkel irányítja (Homenage a Platón, Lacrime d’oro, Luce divina). Célja, hogy felismerjék műveiben a Feltámadást, a „Szent hit egy-egy szereplőjét”, a Háborút, a Gonoszt stb. (Vö.: Bolivar felfogásával.)
Lebegő kockáiról – melyeknél akár 46 különböző zöldet is fel tud használni – úgy tartja, hogy távol a faltól, keret nélkül, együtt rezegnek az Abszolútummal.
Hitvallása: „Hamisnak tartom azt az általánosítást, amely szerint a vallásos művészet eleve korszerűtlen, maradi. Való igaz, én a geometria eszköztárával vallásos műveket alkotok. A legfontosabb keresztény üzenetnek, a szeretetnek kívánok közeget teremteni ebben az erőszakkal borított világban, amelyet a hit hanyatlása, a szellemi álmosság, a beteg és profán megnyilvánulások tömeges jelenléte és nem utolsósorban a modern kultúra szellemi kiszáradása jellemez.”
A Nemzetközi Mobil MADI Múzeum szervezésében gyakran jelenik meg műveivel magyarországi kiállításokon is.
Az olaszországi MADI-t bemutató MADI art periodical No3-as számában Dárdai Zsuzsa vele készített interjúja, valamint egy saját írása is olvasható.

## Külső kapcsolatok
- Az Arte Struktura honlapja
- A Nemzetközi Mobil MADI Múzeum honlapja